# Carter est Amoureux
Carter est Amoureux is de eenentwintigste aflevering van het elfde seizoen van de televisieserie ER, die voor het eerst werd uitgezonden op 12 mei 2005.

## Verhaal
Dr. Carter hoort dat de moeder van Kem in het ziekenhuis in Parijs ligt en besluit om daar meteen naartoe te vliegen. Daar ontmoet hij Kem en zijn liefde voor haar laait meteen weer op en smeekt haar om het weer samen te proberen. Hij biedt haar zelfs aan om naar Congo te verhuizen als zij dat wil.
Dr. Kovac en Taggart zijn samen in relatietherapie om zo hun relatie te redden. Taggart bekend dat zij twijfelt over hun relatie en denkt dat zij het beter uit kunnen maken.
Dr. Lockhart vertelt aan Scanlon dat zij geen toekomst ziet in hun relatie.
Dr. Lockhart, dr. Barnett en dr. Rasgotra maken bij verschillende patiënten medische fouten, bij dr. Barnett eindigt dit met fatale afloop.

## Rolverdeling

### Hoofdrollen
- Noah Wyle - Dr. John Carter
- Maura Tierney - Dr. Abby Lockhart
- Mekhi Phifer - Dr. Gregory Pratt
- Goran Višnjić - Dr. Luka Kovac
- Sherry Stringfield - Dr. Susan Lewis
- Parminder Nagra - Dr. Neela Rasgrota
- Shane West - Dr. Ray Barnett
- Scott Grimes - Dr. Archie Morris
- Leland Orser - Dr. Lucien Dubenko
- Linda Cardellini - verpleegster Samantha 'Sam' Taggart
- Laura Cerón - verpleegster Chuny Marquez
- Deezer D - verpleger Malik McGrath
- Lily Mariye - verpleegster Lily Jarvik
- Lyn Alicia Henderson - ambulancemedewerker Pamela Olbes
- Thandie Newton - Makemba 'Kem' Likasu
- Eion Bailey - Jake Scanlon
- Hassan Johnson - Darnell Thibeaux
- Jordan Calloway - K.J. Thibeaux
- Troy Evans - Frank Martin
- Abraham Benrubi - Jerry Markovic

### Gastrollen (selectie)
- Pat Carroll - Rebecca Chadwick
- Louise Fletcher - Roberta 'Birdie' Chadwick
- Susan Moncur - Fabienne Elmont
- Molly Hagan - therapeute Meredith Smart
- Alexis Michalik - Michel Timbaud
- Katie Mitchell - Shelley
- Jeanne Antebi - jonge moeder